# Грузско-Зорянское
Гру́зско-Зоря́нское — посёлок в Донецкой области. Находится под контролем самопровозглашённой Донецкой Народной Республики.
Административно подчиняется Горняцкому районному совету Макеевки (Макеевский городской совет). Административный центр Грузско-Зорянского поселкового совета.

## География
Посёлок расположен на реке под названием Грузская (бассейн Кальмиуса).

#### Соседние населённые пункты по сторонам света
С: Межевое (примыкает), Шевченко
СЗ: Маяк (выше по течению Грузской), город Макеевка (выше по течению Грузской)
З: город Донецк, Высокое
СВ: Холмистое, Вербовка, Садовое
В: Зелёное
ЮЗ: Октябрьское
ЮВ: Кобзари, Придорожное, город Иловайск
Ю: Грузско-Ломовка, город Моспино (ниже по течению Грузской)

## Население
Численность населения на 1 января 2019 года — 1 334человека.

## Общая информация
Почтовый индекс: 86195. Код КОАТУУ: 1413569300. Телефонный код: +380 6232.

## Транспорт
Неподалёку от посёлка располагается станция Донецкой железной дороги «Рясное».

## История
За свою историию населённый пункт менял название: Зорянский → Грузско-Зорянка → Грузско-Зорянское. Также у посёлка менялось подчинение: он подчинялся Харцызскому району, Советскому районному совету Макеевки и Горняцкому районному совету Макеевки.
27 октября 1938 года Грузско-Зорянское получило статус посёлка городского типа.